# 阿曼達·桑切斯
阿曼達·桑切斯（英語：Amanda Sanchez，1996年9月20日—）是一名出生於美國加利福尼亞州的壘球選手，司職三壘手。她曾就讀於密蘇里大學和路易斯安那州立大學。

## 外部連結
- 阿曼達·桑切斯的X（前Twitter）
- 阿曼達·桑切斯的Instagram帳戶